# 福島県道288号玉川鏡石線
福島県道288号玉川鏡石線（ふくしまけんどう288ごう たまかわかがみいしせん）は、福島県石川郡玉川村から岩瀬郡鏡石町に至る一般県道である。

## 概要
石川郡玉川村大字竜崎字神ノ前から岩瀬郡鏡石町中町に至る。もともとは鏡石町成田から中町を結ぶ県道成田鏡田線（なりたかがみだせん）として路線認定されていたが、2024年（令和6年）4月19日、玉川村道I-9号線、鏡石町道成田玉川線がそれぞれ新たに県道へ路線認定され起点側を延伸し、路線名が玉川鏡石線へ変更された。

### 路線データ
- 整理番号：288[2]
- 路線名：県道玉川鏡石線[2]
- 起点：石川郡玉川村[2]（玉川村大字竜崎字神ノ前5番1地先[1]、国道118号交点）
- 終点：岩瀬郡鏡石町[2]（鏡石町中町107番地先[1]、国道4号交点）
- 重要な経過地：なし[2]
- 総延長：6.9647 km[1]

## 歴史
- 1959年（昭和34年）8月31日 - 県道成田鏡田線として路線認定される[3]。
- 2024年（令和6年）4月19日 - 福島県告示第290号により、起点を岩瀬郡鏡石町から石川郡玉川村へ移し、路線名が成田鏡田線（なりたかがみだせん）から玉川鏡石線に変更される[2]。
- 2024年（令和6年）5月21日 - 福島県告示第332号により、道路区域が玉川村大字竜崎字神ノ前から鏡石町中町にかけての6.9647 kmに変更される[1]。

## 路線状況

### 重用路線
- 福島県道283号須賀川矢吹線 （岩瀬郡鏡石町諏訪町 - 同町大字成田）

### バイパス・新道
阿武隈川上流遊水地群整備付替道路（未供用）
- 起点：石川郡玉川村大字竜崎字神ノ前
- 終点：岩瀬郡鏡石町成田
- 延長：1.8km
- 幅員：10.5m

令和元年東日本台風による阿武隈川流域の甚大な被害を受け計画された遊水地群の整備に伴う水没区間の道路付替え事業である。旧来の玉川村道、鏡石町道を県道路線に組み込み、県道路線整備として実施される。成竜橋の上流側への架け替え、現道（幅員7.5m）と比べた拡幅（10.5m）と歩道の整備、終点側にて従来より北側でかつての旧県道成田鏡田線区間とより近い位置に接続されるようになる線形改良がそれぞれ行われる計画である。

### 道路施設
成竜橋
西郷内橋
- 全長：22.5 m
- 幅員：5.5（8.75） m
- 形式：PC単純プレテンT桁橋
- 竣工：2012年（平成24年）度
- 施工：オリエンタル白石

成田から成田字原町、池の台にまたがり、一級水系阿武隈川水系鈴ノ川を渡る。橋上は上下対向2車線で供用され、下り線側に幅員2.5 mの歩道が設置されている。直上流側には水管橋が併設されている。道路橋梁整備事業により建設された。総工費は7,200万円。
笠石高架橋
- 全長：193.7 m（盛土部含め372 m）
  - 主径間：26.0 m
- 幅員：6.0（12.0） m
- 形式：3径間連続PCポステン中空床版橋＋単純PCプレテンT桁橋＋5径間PC連続ポステン中空床版橋（計9径間）
- 竣工：1994年（平成6年）

東詰は鏡石町東町、西詰は鏡石町中町に位置し、JR東日本東北本線を渡る跨線橋である。鏡石駅周辺の踏切閉鎖時間が長く渋滞が激しかったことから1985年（昭和60年）度より立体交差化と鏡石町中心部区間のバイパス建設が事業着手され、1994年（平成6年）に橋梁が竣工、1995年（平成7年）3月に当橋梁を含む2,207 mが開通した。橋梁の総工費は5億600万円。2011年（平成23年）3月11日の東北地方太平洋沖地震（東日本大震災）により、橋台や高欄、支承装置や橋桁落下防止装置損傷、橋桁のズレや伸縮装置の破損のために通行止めとなったが、橋桁のジャッキアップによる復旧工事が行われ同年9月末に供用が再開された。

## 地理

### 通過する自治体
- 福島県
  - 石川郡玉川村 - 岩瀬郡鏡石町

### 交差する道路
| 交差する道路                              | 市町村名 | 市町村名 | 交差する場所 | 交差する場所 |
| ----------------------------------------- | -------- | -------- | ------------ | ------------ |
| 国道118号                                 | 石川郡   | 玉川村   | 大字竜崎     | 起点         |
| 福島県道283号須賀川矢吹線（矢吹町方面）   | 岩瀬郡   | 鏡石町   | 諏訪町       |              |
| 福島県道283号須賀川矢吹線（須賀川市方面） | 岩瀬郡   | 鏡石町   | 成田         |              |
| 国道4号                                   | 岩瀬郡   | 鏡石町   | 中町         | 終点         |

### 交差する鉄道
- 東北本線

### 沿線
- 鏡石町立鏡石中学校
- JR東日本東北本線 鏡石駅